# Latukan
El Volcán Latukan es un estratovolcán potencialmente activo en el centro de una cadena de jóvenes estratovolcanes en el noroeste de Mindanao, al sureste del lago Lanao, provincia de Lanao del Sur, en la Región Autónoma del Mindanao Musulmán en Filipinas.
El Programa Global de Vulcanismo registra su elevación como 2.338 metros (7.671 pies). Latukan está flanqueado al oeste por el volcán Makaturing y al noreste por el volcán Ragang históricamente activo.
Latukan fue catalogado como un volcán activo en el Catálogo de los volcanes activos del mundo (Neumann van Padang, 1953), pero la edad de sus erupciones más recientes no se conoce.
Latukan se ubca en una zona de volcanes basálticos predominantemente al oeste de la cordillera en el centro de Mindanao.
El Instituto Filipino de Vulcanología y Sismología (PHIVOLCS) enumera Latukan como un volcán inactivo, sin ninguna indicación de por qué lo considera en esta situación. Como la mayoría de los volcanes en sur de Filipinas, algunas fuentes creen que Latukan no ha sido bien estudiado.